# China Eastern Airlines

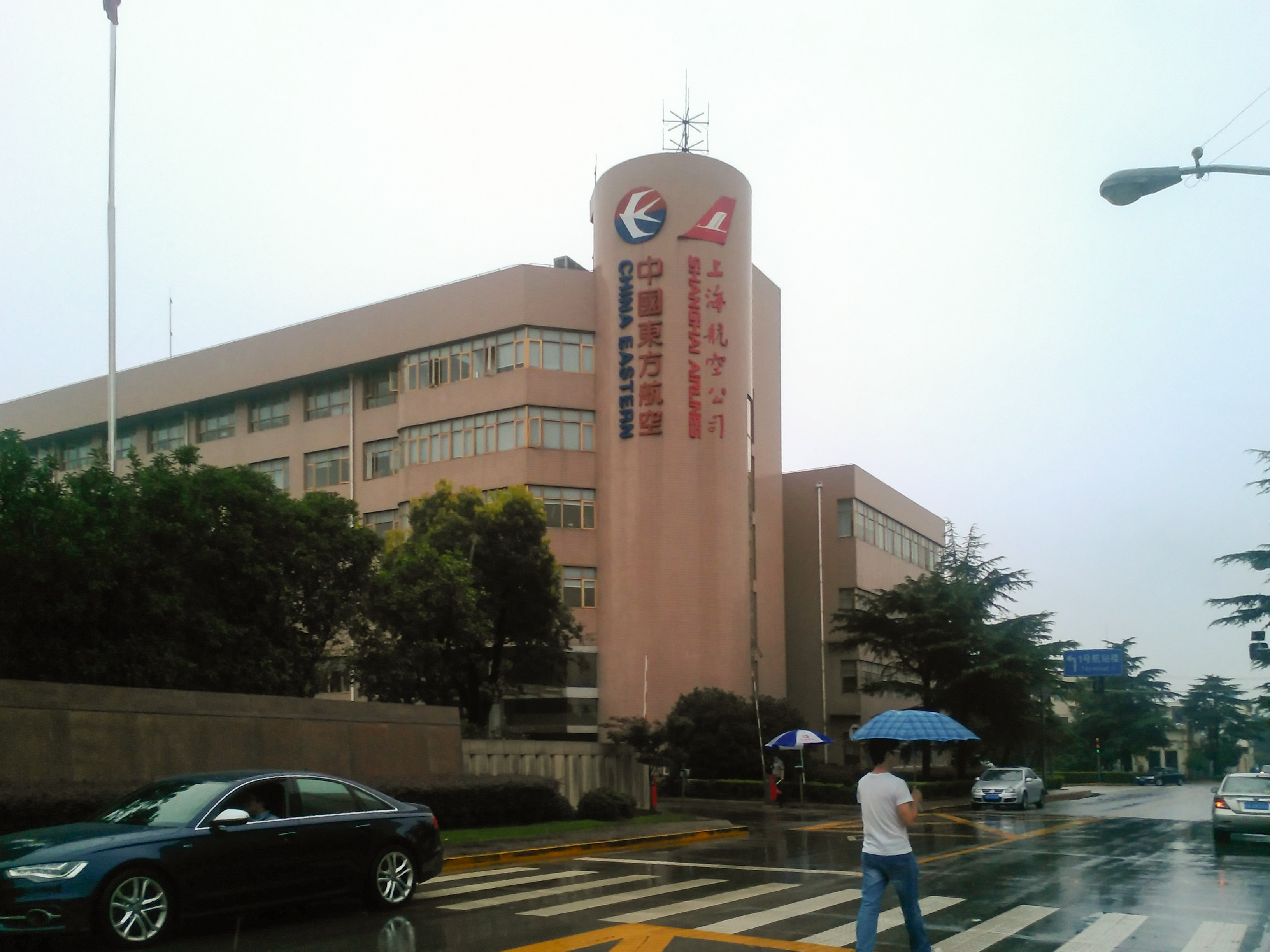
Headquarters of China Eastern Airlines and Shanghai Airlines

"China Eastern" chuyển hướng ở đây. Đối với khu vực địa lý, xem Hoa Đông. Đối với các hãng hàng không có tên tương tự, xem Đông (định hướng).
China Eastern Airlines (chữ Hán giản thể: 中国东方航空公司, chữ Hán phồn thể: 中國東方航空公司, Trung Quốc Đông Phương Hàng không công ty (pinyin- Zhōngguó dōngfāng hángkōng gōngsī ) , thường được gọi là: 东航/東航(Đông Phương Hàng không)) là một hãng hàng không có trụ sở đặt tại tòa nhà China Eastern Airlines trong khuôn viên Sân bay Quốc tế Hồng Kiều Thượng Hải thuộc quận Trường Ninh, thành phố Thượng Hải, Trung Quốc.Đây là một hãng hàng không lớn của Trung Quốc điều hành các tuyến bay quốc tế,trong nước và khu vực.Các trung tâm chính của nó là tại Sân bay Quốc tế Phố Đông Thượng Hải và Sân bay Quốc tế Hồng Kiều Thượng Hải. China Eastern Airlines là hãng hàng không lớn thứ hai của Trung Quốc theo số lượng hành khách sau Air China. China Eastern và công ty con Shanghai Airlines đã trở thành thành viên thứ 14 của SkyTeam vào ngày 21 tháng 6 năm 2011 Công ty mẹ của China Eastern Airlines Corporation Limited là China Eastern Air Holding Company.

## Lịch sử hình thành và phát triển
China Eastern Airlines được thành lập vào ngày 25 tháng 6 năm 1988 thuộc Cục Hàng không Dân dụng của Cục Quản lý Huadong Trung Quốc. Năm 1997, China Eastern tiếp quản hãng hàng không Trung Quốc không có lợi nhuận và cũng trở thành hãng hàng không đầu tiên của đất nước chào bán cổ phiếu trên thị trường quốc tế. Năm 1998, công ty đã thành lập China Cargo Airlines trong một liên doanh với COSCO. Vào tháng 3 năm 2001, nó đã hoàn thành việc tiếp quản Great Wall Airlines. China Yunnan Airlines và China Northwest Airlines sáp nhập vào China Eastern Airlines vào năm 2003.
Chính phủ Trung Quốc có cổ phần sở hữu đa số tại China Eastern Airlines (61,64%), trong khi một số cổ phần được nắm giữ công khai (H shares 32,19%); A shares 6,17%. Vào ngày 20 tháng 4 năm 2006, các phương tiện truyền thông đã phá vỡ thông tin về việc hãng có thể bán tới 20% cổ phần cho các nhà đầu tư nước ngoài, bao gồm Singapore Airlines, Emirates và Japan Airlines, với Singapore Airlines xác nhận rằng các cuộc đàm phán đang được tiến hành.
Sau khi nhận được sự chấp thuận của Quốc vụ viện Cộng hòa Nhân dân Trung Hoa, vào ngày 2 tháng 9 năm 2007, Singapore Airlines và Temasek Holdings (công ty cổ phần sở hữu 55% của Singapore Airlines) sẽ cùng mua cổ phần của China Eastern Airlines. [8] [9] Vào ngày 9 tháng 11 năm 2007, các nhà đầu tư đã ký một thỏa thuận cuối cùng để mua 24% cổ phần của China Eastern Airlines: Singapore Airlines sẽ sở hữu 15,73% và Temasek Holdings sở hữu 8,27% cổ phần của hãng. [10] Việc Singapore Airlines chờ vào thị trường Trung Quốc đã khiến hãng hàng không Hồng Kông Cathay Pacific cố gắng ngăn chặn thỏa thuận bằng cách mua một cổ phần đáng kể ở China Eastern và bỏ phiếu thỏa thuận cùng với Air China (đã nắm giữ 11% cổ phần tại China Eastern ) tại cuộc họp cổ đông vào tháng 12 năm 2007. Tuy nhiên, vào ngày 24 tháng 9 Cathay Pacific tuyên bố rằng họ đã từ bỏ các kế hoạch này. 
Công ty mẹ của Air China, tập đoàn hàng không quốc gia Trung Quốc, đã tuyên bố vào tháng 1 năm 2008 rằng họ sẽ cung cấp nhiều hơn 32% so với Singapore Airlines cho 24% cổ phần của China Eastern, có khả năng làm phức tạp thỏa thuận mà Singapore Airlines và Temasek đã đề xuất. Tuy nhiên, các cổ đông thiểu số đã từ chối lời đề nghị của Singapore Airlines. Người ta cho rằng điều này là do nỗ lực lớn của Air China để mua 24% cổ phần. 
Vào ngày 11 tháng 6 năm 2009, China Eastern Airlines sẽ hợp nhất với Shanghai Airlines. [16] Việc sáp nhập China Eastern và Shanghai Airlines dự kiến sẽ làm giảm sự cạnh tranh dư thừa giữa hai hãng hàng không có trụ sở tại Thượng Hải nhằm củng cố vị thế của Thượng Hải là một trung tâm hàng không quốc tế. Vào tháng 2 năm 2010, việc sáp nhập đã hoàn thành. Shanghai Airlines trở thành công ty con thuộc sở hữu của China Eastern Airlines. Tuy nhiên, Shanghai Airlines vẫn giữ được thương hiệu và màu sơn máy bay. Hãng hàng không kết hợp giữa hai hãng trên dự kiến sẽ có hơn một nửa thị phần tại Thượng Hải, trung tâm tài chính của Trung Quốc.
Vào tháng 3 năm 2012, có thông báo rằng China Eastern đã liên minh chiến lược với Tập đoàn Qantas để thành lập Jetstar Hong Kong thành lập một hãng hàng không giá rẻ mới có trụ sở tại Sân bay Quốc tế Hồng Kông, sẽ bắt đầu hoạt động vào năm 2013. China Eastern sẽ nắm giữ 50% cổ phần của hãng hàng không mới và với Tập đoàn Qantas nắm giữ 50% còn lại, chiếm tổng vốn đầu tư 198 triệu USD. Tuy nhiên, vào tháng 6 năm 2015, chính quyền Hồng Kông đã từ chối cấp giấy phép hoạt động cho Jetstar Hong Kong. China Eastern và Qantas sau đó đã tuyên bố chấm dứt đầu tư.
Vào tháng 4 năm 2013, China Eastern đã có giấy phép hoạt động tạm thời ở Philippines, nhưng Cơ quan Hàng không Dân dụng Philippines yêu cầu họ phải có giấy phép kỹ thuật và vị trí sân bay. 
Năm 2012, China Eastern đã được trao giải thưởng “Golden Ting Award”, tại Hội nghị thường niên của thị trường vốn Trung Quốc năm 2012, công nhận đây là một trong 50 thương hiệu Trung Quốc có giá trị nhất của WPP và xếp hạng trong top 10 bảng xếp hạng CSR của FORTUNE 2013.
Vào ngày 9 tháng 9 năm 2014, China Eastern đã giới thiệu một logo mới và màu sơn mới. Vào năm 2015, hãng đã hợp tác với Delta Air Lines, trong đó Delta sẽ mua 3,55% cổ phần tại China Eastern với giá 450 triệu USD.
China Eastern từ ngày 30 tháng 6 năm 2015, đã ra mắt đường bay đến Hoa Kỳ, khi thành viên Skyteam này lên kế hoạch bay hàng tuần từ ba điểm Thành Đô - Nam Kinh - Los Angeles với máy bay Airbus A330-200.
Năm 2017, China Eastern Airlines báo cáo lợi nhuận ròng là 6,4 tỷ Nhân dân Tệ (983 triệu USD), tăng 41% so với thu nhập ròng 4,5 tỷ Nhân dân tệ năm 2016.

## Điểm đến
Xem chi tiết các địa điểm tại: List of China Eastern Airlines destinations
China Eastern Airlines hoạt động mạnh ở các tuyến châu Á, Bắc Mỹ và Úc. Hãng hàng không tìm cách khai thác tiềm năng thị trường nội địa khi tăng tần suất chuyến bay từ Thượng Hải đến các thành phố khác của Trung Quốc. Hãng cũng đang đẩy nhanh tốc độ mở rộng vận chuyển quốc tế bằng cách tăng tần suất chuyến bay đến các điểm đến quốc tế. Năm 2007, hãng bắt đầu mở tuyến bay đến thành phố New York từ Thượng Hải, trở thành tuyến bay thẳng dài nhất của hãng. Đến năm 2016, China Eastern Airlines cũng triển khai các chuyến bay trực tiếp từ Thượng Hải đến Prague, Amsterdam, Madrid và St. Petersburg.

### Thỏa thuận liên danh với các hãng hàng không
China Eastern Airlines đã thỏa thuận liên danh với các hãng hàng không dưới đây:
- Aeroflot
- Aerolíneas Argentinas
- Air Europa
- Air France
- Alitalia
- British Airways
- China Airlines
- China Southern Airlines
- China United Airlines
- Delta Air Lines
- Etihad Airways
- Garuda Indonesia
- Hong Kong Airlines
- Japan Airlines
- Joy Air
- Juneyao Airlines
- Kenya Airways
- KLM
- Korean Air
- Mandarin Airlines
- Qantas
- Royal Brunei Airlines
- Shanghai Airlines
- Sichuan Airlines
- Vietnam Airlines
- WestJet
- XiamenAir

## Đội bay

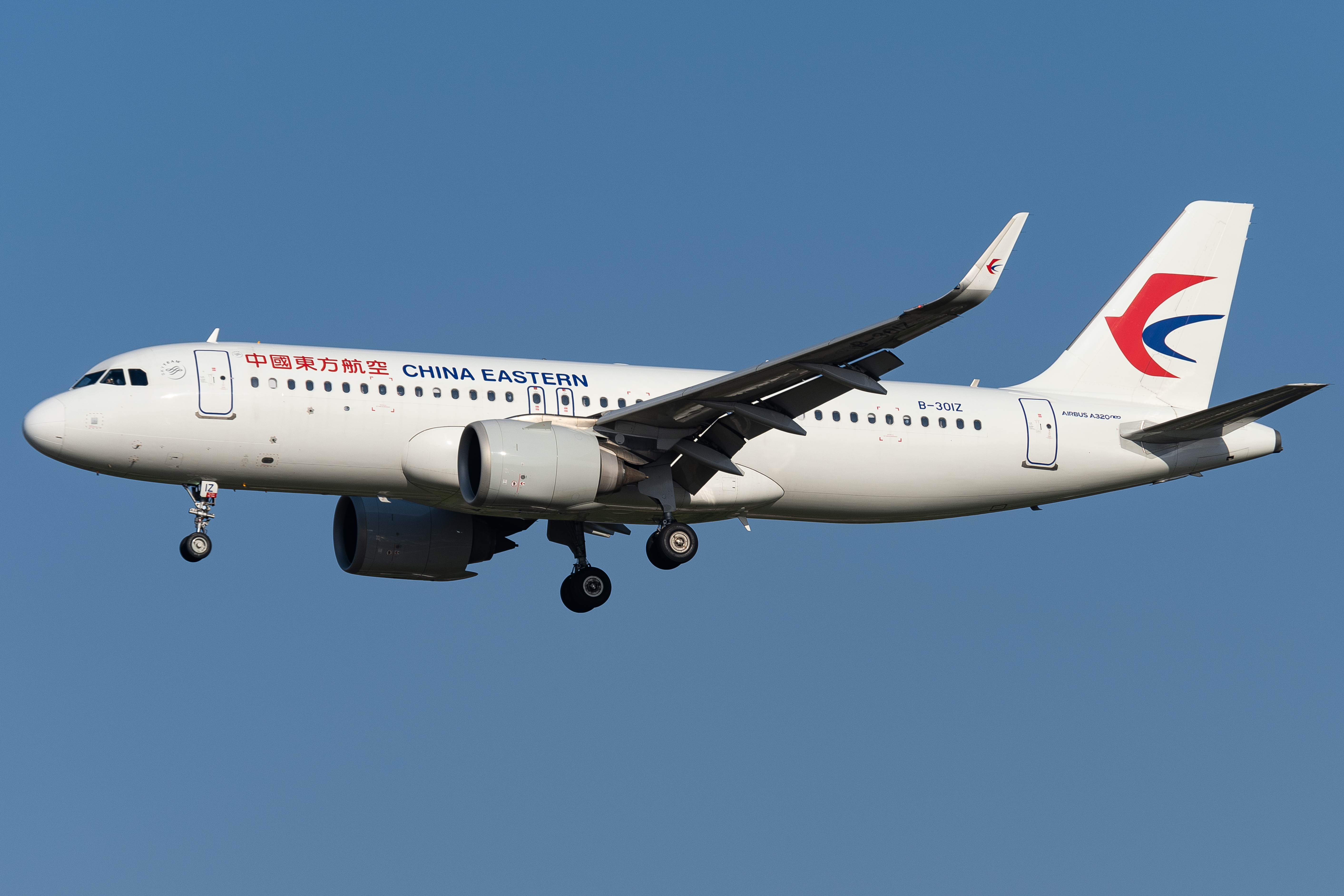
China Eastern Airlines Airbus A320neo

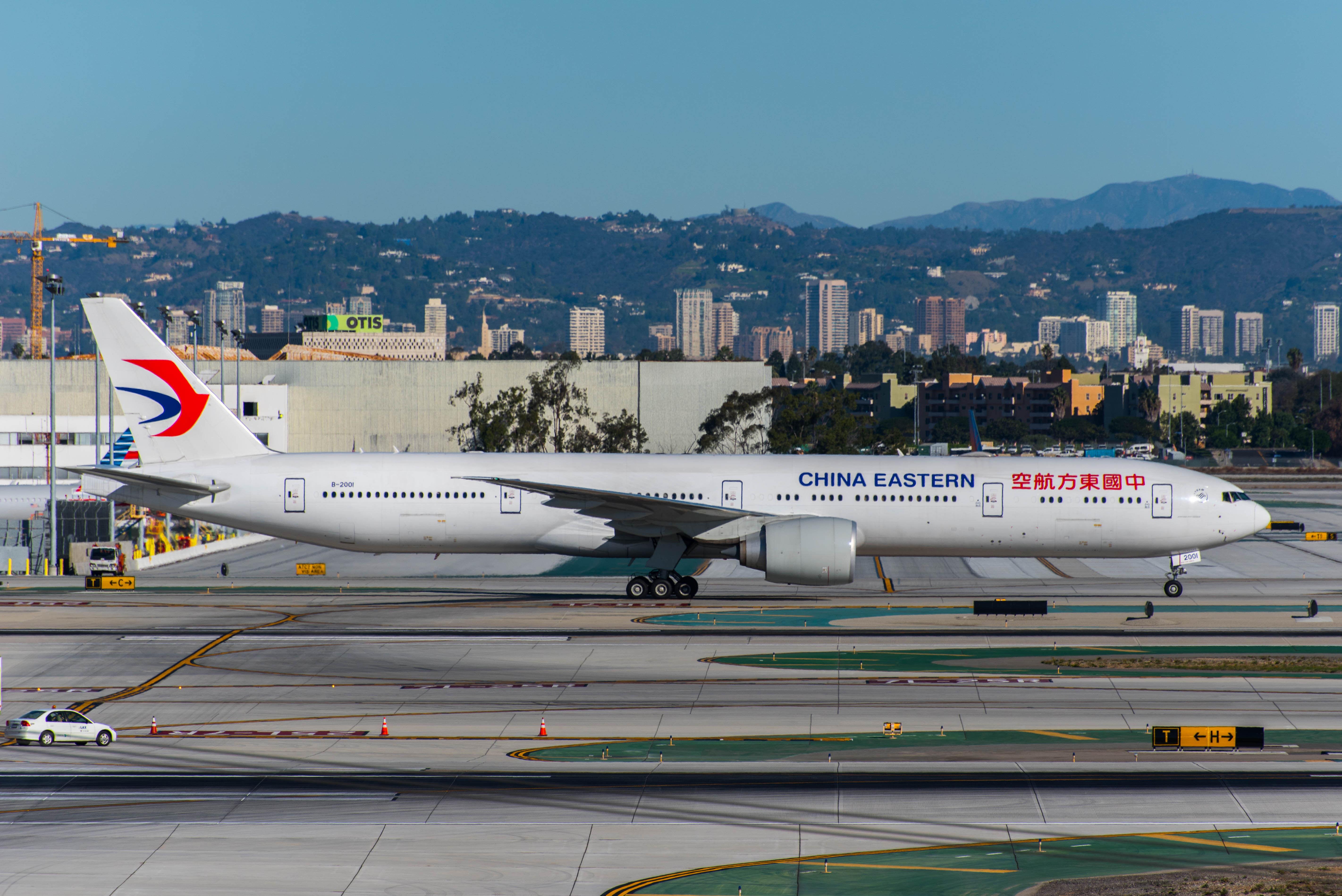
China Eastern Airlines Boeing 777-300ER

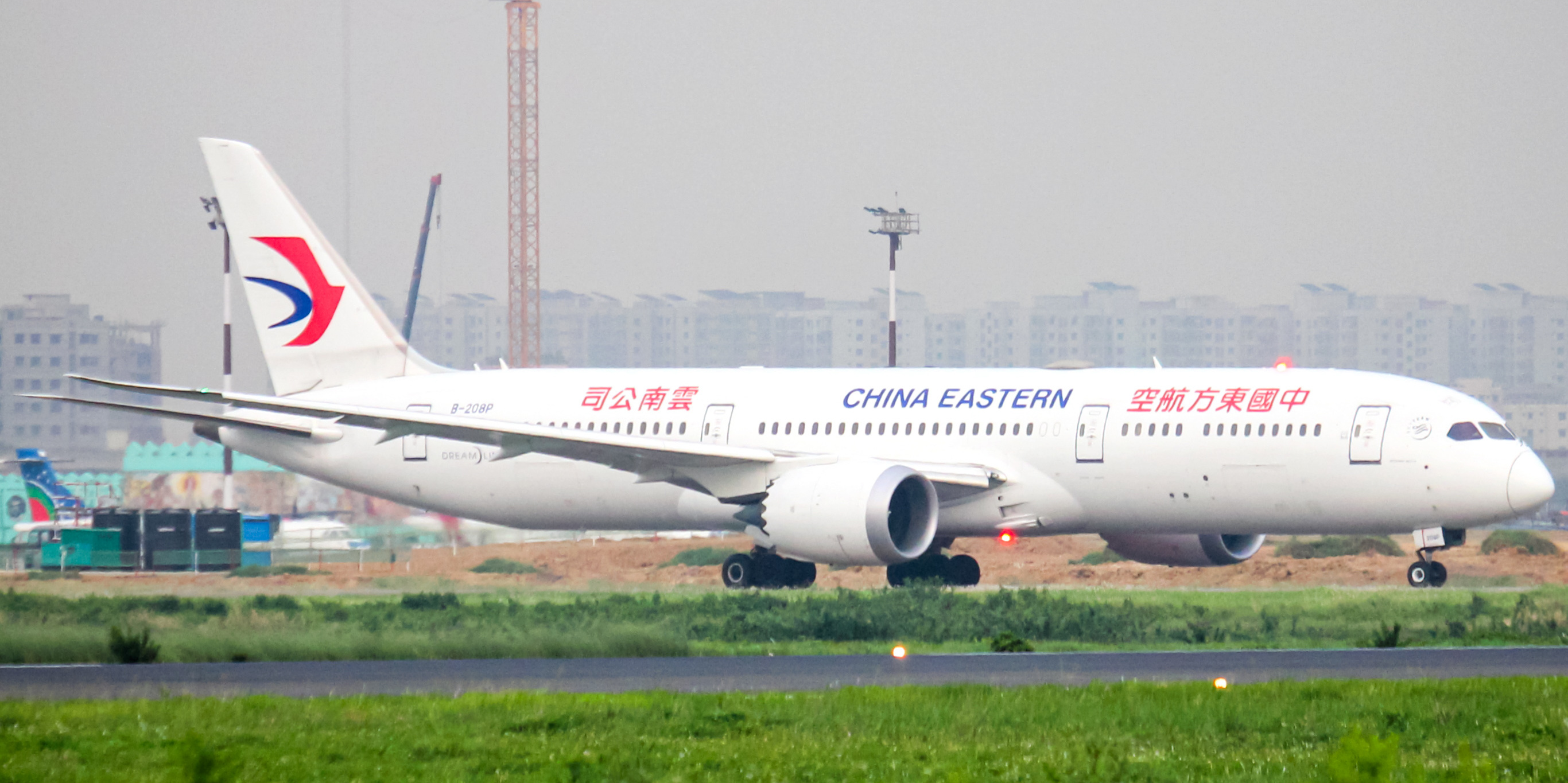
China Eastern Airlines Boeing 787-9

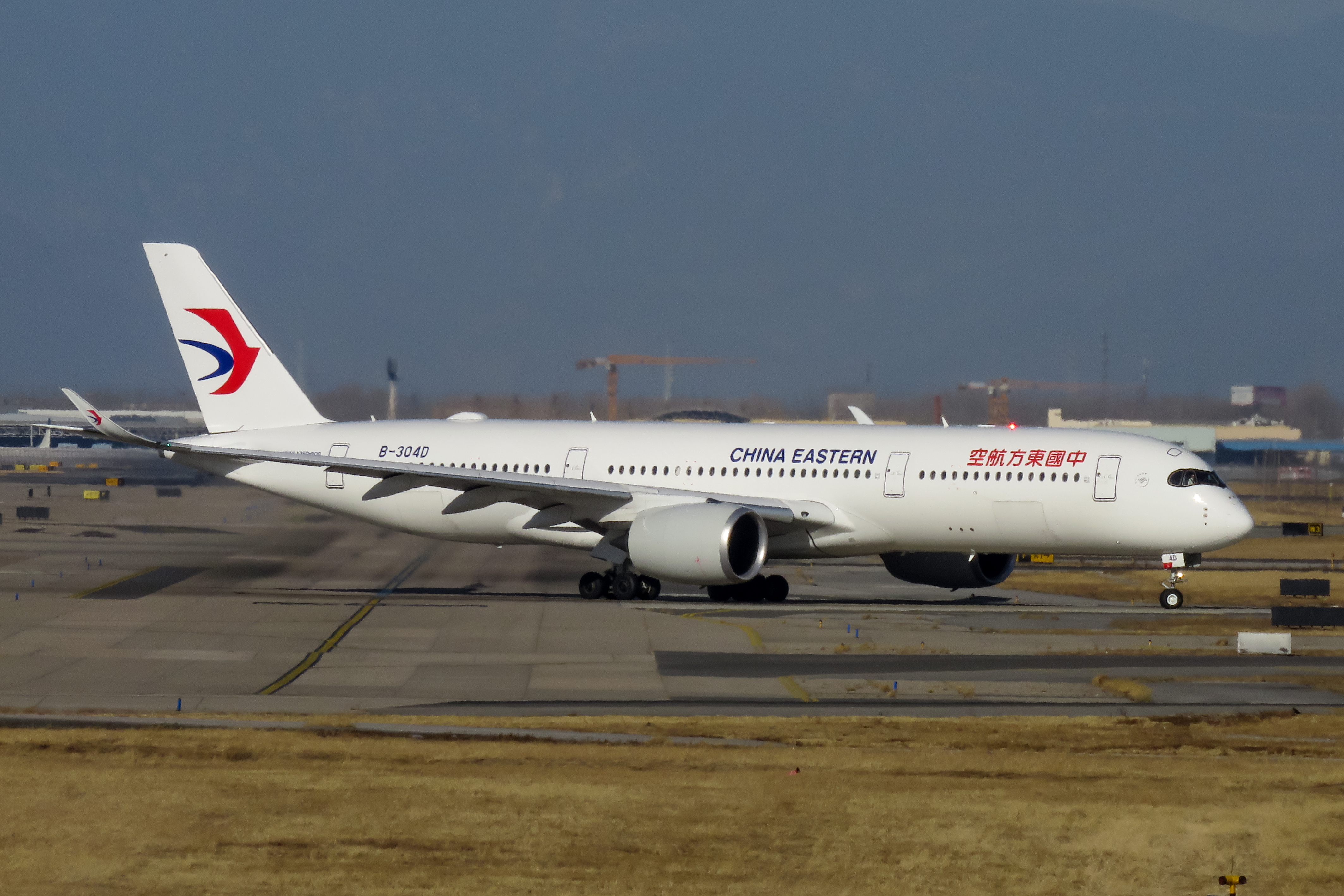
China Eastern Airlines Airbus A350-900

Tuổi thọ trung bình của đội bay tính đến tháng 4/2022 là 8.2 năm
Tính đến thời điểm tháng 4 năm 2022:
| Máy bay          | Đang hoạt động | Đặt hàng | Hành khách | Hành khách | Hành khách | Hành khách | Hành khách | Ghi chú                                  |
| Máy bay          | Đang hoạt động | Đặt hàng | P          | J          | W          | Y          | Tổng       | Ghi chú                                  |
| ---------------- | -------------- | -------- | ---------- | ---------- | ---------- | ---------- | ---------- | ---------------------------------------- |
| Airbus A319-100  | 35             | —        | —          | 8          | —          | 114        | 122        |                                          |
| Airbus A320-200  | 177            | —        | —          | 8          | —          | 150        | 158        |                                          |
| Airbus A320neo   | 71             | —        | —          | 8          | 12         | 138        | 158        |                                          |
| Airbus A321-200  | 77             | —        | —          | 20         | —          | 155        | 175        |                                          |
| Airbus A321-200  | 77             | —        | —          | 12         | —          | 166        | 178        |                                          |
| Airbus A321-200  | 77             | —        | —          | 12         | —          | 170        | 182        |                                          |
| Airbus A330-200  | 30             | —        | —          | 24         | —          | 240        | 264        |                                          |
| Airbus A330-200  | 30             | —        | —          | 30         | —          | 204        | 234        |                                          |
| Airbus A330-200  | 30             | —        | —          | 30         | —          | 202        | 232        |                                          |
| Airbus A330-300  | 25             | —        | —          | 38         | —          | 262        | 300        |                                          |
| Airbus A330-300  | 25             | —        | —          | 32         | 32         | 230        | 294        |                                          |
| Airbus A350-900  | 12             | 8        | 4          | 36         | 32         | 216        | 288        | Sẽ giao đến năm 2022.                    |
| Boeing 737-700   | 39             | —        | —          | 8          | —          | 126        | 134        |                                          |
| Boeing 737-700   | 39             | —        | —          | 8          | —          | 120        | 128        |                                          |
| Boeing 737-700   | 39             | —        | —          | —          | —          | 140        | 140        |                                          |
| Boeing 737-800   | 107            | —        | —          | 8          | —          | 156        | 164        |                                          |
| Boeing 737-800   | 107            | —        | —          | 8          | —          | 162        | 170        |                                          |
| Boeing 737-800   | 107            | —        | —          | 12         | —          | 150        | 162        |                                          |
| Boeing 737-800   | 107            | —        | —          | 20         | —          | 138        | 158        |                                          |
| Boeing 737-800   | 107            | —        | —          | 8          | 18         | 150        | 176        |                                          |
| Boeing 737 MAX 8 | 3              | 47       | —          | 8          | 18         | 150        | 176        | Sẽ giao đến năm 2020.                    |
| Boeing 777-300ER | 20             | —        | 6          | 52         | —          | 258        | 316        |                                          |
| Boeing 787-9     | 3              | 2        | 4          | 26         | 28         | 227        | 285        | Sẽ giao đến năm 2022.                    |
| Comac ARJ21-700  | -              | 35       | TBA        | TBA        | TBA        | TBA        | TBA        | Giao hàng từ năm 2025                    |
| Comac C919       | 1              | 20       | TBA        | TBA        | TBA        | TBA        | TBA        | Khách hàng đầu tiên của dòng máy bay này |
| Tổng cộng        | 600            | 122      |            |            |            |            |            |                                          |

China Eastern Airlines là hãng hàng không Trung Quốc đầu tiên đặt hàng với Airbus. Đội bay chủ lực của hãng là loạt máy bay A320, được sử dụng chủ yếu trên các chuyến bay nội địa.
Năm 2005, China Eastern Airlines đã đặt hàng 15 chiếc Boeing 787 Dreamliners . Hãng hàng không sau đó đã hủy đơn đặt hàng do sự chậm trễ liên tục, thay vào đó đã đổi đơn đặt hàng Boeing 787 cho máy bay Boeing 737 thế hệ tiếp theo, 
Vào ngày 18 tháng 10 năm 2011, China Eastern Airlines đã đặt hàng 15 chiếc Airbus A330. 
Vào ngày 27 tháng 4 năm 2012, China Eastern Airlines đã đặt hàng 20 chiếc Boeing 777-300ER. Hãng đã nhận được máy bay Boeing 777-300ER đầu tiên vào ngày 26 tháng 9 năm 2014.
Trong năm 2015, hãng đã mua thêm 15 lô máy bay Airbus A330 đã giao trong năm 2017 và 2018. 
Vào tháng 4 năm 2016, China Eastern Airlines đã đặt hàng 20 máy bay Airbus A350-900 và 15 máy bay Boeing 787-9, với việc giao hàng bắt đầu vào năm 2018. 

## Tai nạn nghiêm trọng tại Quảng Tây
Xem thêm: Chuyến bay 5735 của China Eastern Airlines
Ngày 21/3/2022, chuyến bay MU5735 (mã đăng kí B-1791) chở 132 người khởi hành từ Sân bay quốc tế Trường Thủy Côn Minh, Côn Minh, tỉnh Vân Nam lúc 13h15 (12h15 giờ Hà Nội) và đang trên đường đến Sân bay quốc tế Bạch Vân Quảng Châu, tỉnh Quảng Đông dự kiến hạ cánh lúc 15h05.
Tuy nhiên lúc 14h20 theo dữ liệu Flightradar24 cập nhật thì máy bay đột ngột hạ độ cao từ 30000ft xuống 9000ft trong vòng 2 phút 15 giây rồi tiếp tục hạ độ cao xuống 3000ft trước khi bị mất liên lạc lúc 14h22. Ngay sau đó đám cháy bùng lên trong một khu rừng rậm gần Ngô Châu. Đến 15h, lực lượng cứu hỏa thành phố Ngô Châu đã triển khai một đội cứu hộ đến hiện trường tai nạn.
Một người dân địa phương nói rằng máy bay "hoàn toàn vỡ vụn" và những khoảng rừng gần đó bị cháy rụi do ngọn lửa bùng phát sau khi máy bay lao xuống sườn núi.